# Units pel destí

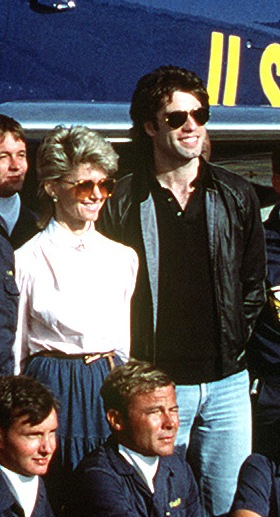
Imatge de John Travolta i Olivia Newton-John, protagonistes de la pel·lícula.

Units pel destí (títol original: Two of a kind), és una pel·lícula de drama fantàstic de 1984, dirigida per John Herzfeld i protagonitzada per John Travolta i Olivia Newton-John. Ha estat doblada al català.

## Argument
En el cel, durant un període de vint-i-cinc anys en el qual Déu ha estat absent, quatre àngels han estat els encarregats de vigilar a la humanitat. Però el Totpoderós ha tornat a fixar la seva atenció en la Terra i no li ha agradat el que ha vist. Per això decideix arrasar el món amb un nou diluvi universal i començar una altra vegada. Els àngels demanen clemència per al gènere humà i acorden amb Déu que si aconsegueixen trobar a un home capaç de comportar-se de forma justa i sacrificar-se per amor la humanitat té remei i, per tant, se salvarà. El triat és una persona comuna, Zack Melon (John Travolta), un inventor fracassat, el qual, assetjat pels deutes, atraca un banc. Melon té la mala fortuna de ser enganyat per la caixera que l'atén, Debbie Wylder (Olivia Newton John), que es queda els diners. L'inexpert lladre busca a Debbie per reclamar-li el botí.
mentrestant El Diable tracta d'impedir que Zack i Debbie s'enamorin.

## Repartiment
- John Travolta: Zack Melon.
- Olivia Newton-John: Debbie Wylder.
- Charles Durning: Charlie.
- Oliver Reed: Beasley.
- Beatrice Straight: Ruth.
- Scatman Crothers: Earl.
- Kathy Bates: Esposa de l'home dels mobles
- Richard Bright: Stuart.
- Toni Kalem: Terri.
- Ernie Hudson: Detectiu Skaggs.
- Jack Kehoe: Mr. Chotiner
- Robert Costanzo: Capità Cinzari.
- Castulo Guerra: Gonzales.
- Gene Hackman: Déu (no surt als crèdits).